# Сендићи
Сендићи су насељено мјесто у општини Вишеград, Република Српска, БиХ. Према попису становништва из 1991. у насељу је живјело 17 становника.

## Становништво
По последњем службеном попису становништва из 1991. године, насеље Сендићи је имало 17 становника. Сви становници су били Муслимани. Муслимани се данас углавном изјашњавају као Бошњаци.